# Polder Giethoorn

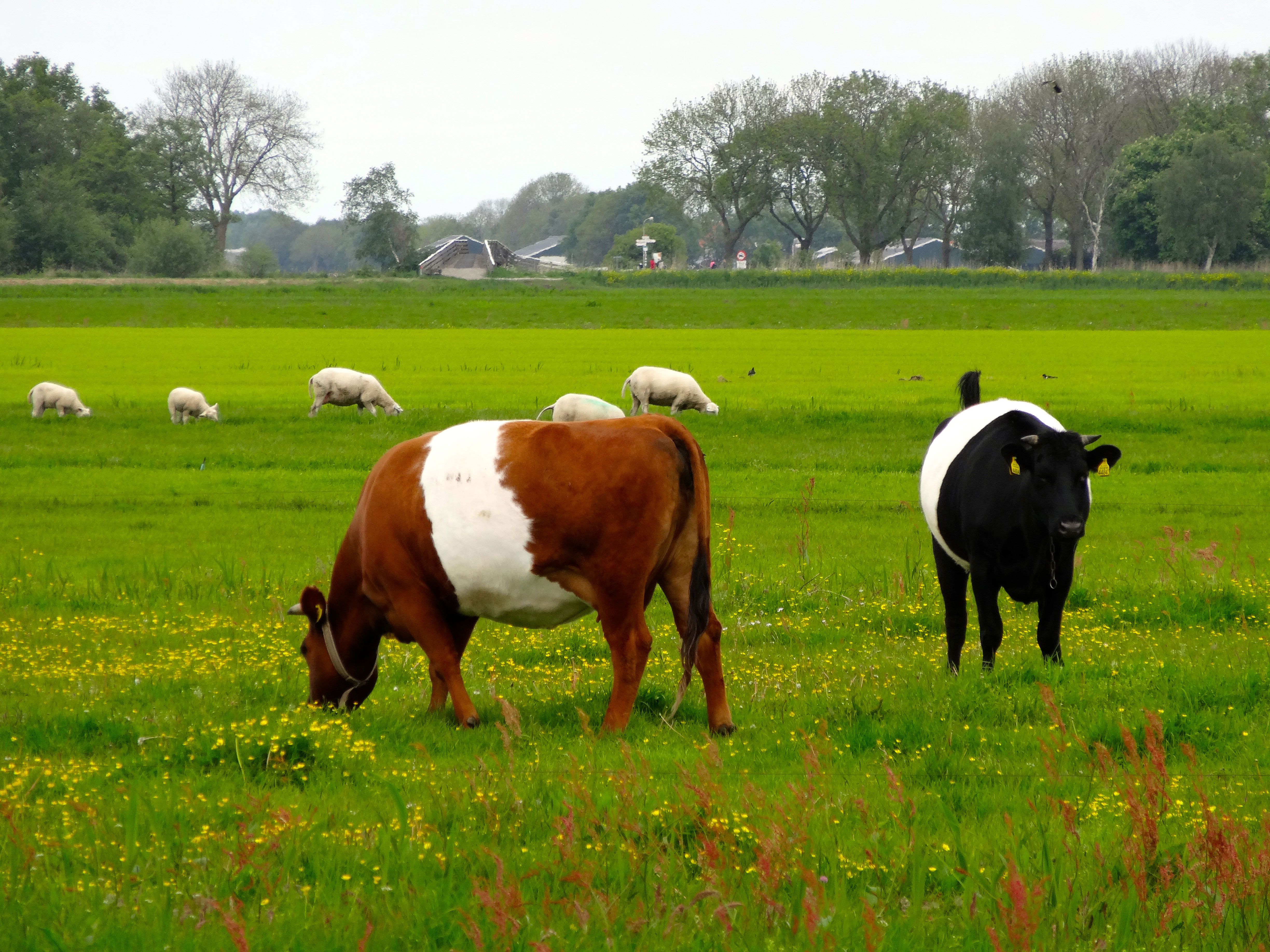
Lakenvelders in de Polder Giethoorn (gezien vanaf de Oude Kerkweg)

De Polder Giethoorn is een polder van 1390 hectare ten westen van Giethoorn in de Nederlandse provincie Overijssel.

## Beschrijving
De Polder Giethoorn werd in de eerste helft van de 20e eeuw ingepolderd in het kader van de werkverschaffing. In 1928 werd begonnen met de inpoldering van het gebied, een drassig moerasgebied. De polder bestaat uit drie delen, die elk van kaden zijn voorzien. De polder wordt doorsneden door de Thijssengracht en de Cornelisgracht. Aan de oostzijde van de polder loopt het Kanaal Beukers-Steenwijk en aan de noordzijde loopt het Steenwijkerdiep. Ten noordwesten ligt de Polder Halfweg en ten zuiden van de polder ligt de Beulakerwijde. Aan de zuidwestzijde van de polder liggen de rietlanden van Dwarsgracht.
In de polder ligt het automuseum HistoMobil.